# Filip Nerius Heister
Filip Nerius hrabě von Heister (německy Philipp Nerius Joseph Franz de Paula Reichsgraf von Heister) (25. prosince 1745 Klagenfurt – 7. března 1826 Brno) byl rakouský šlechtic a generál. Od mládí sloužil v císařské armádě a za válek s revoluční Francií dosáhl hodnosti generálmajora (1793). Po odchodu do výslužby žil trvale v Brně, kde také zemřel. Díky spříznění s rodem Blümegenů byl od roku 1806 spolumajitelem panství Dolní Adršpach ve východních Čechách.

## Životopis

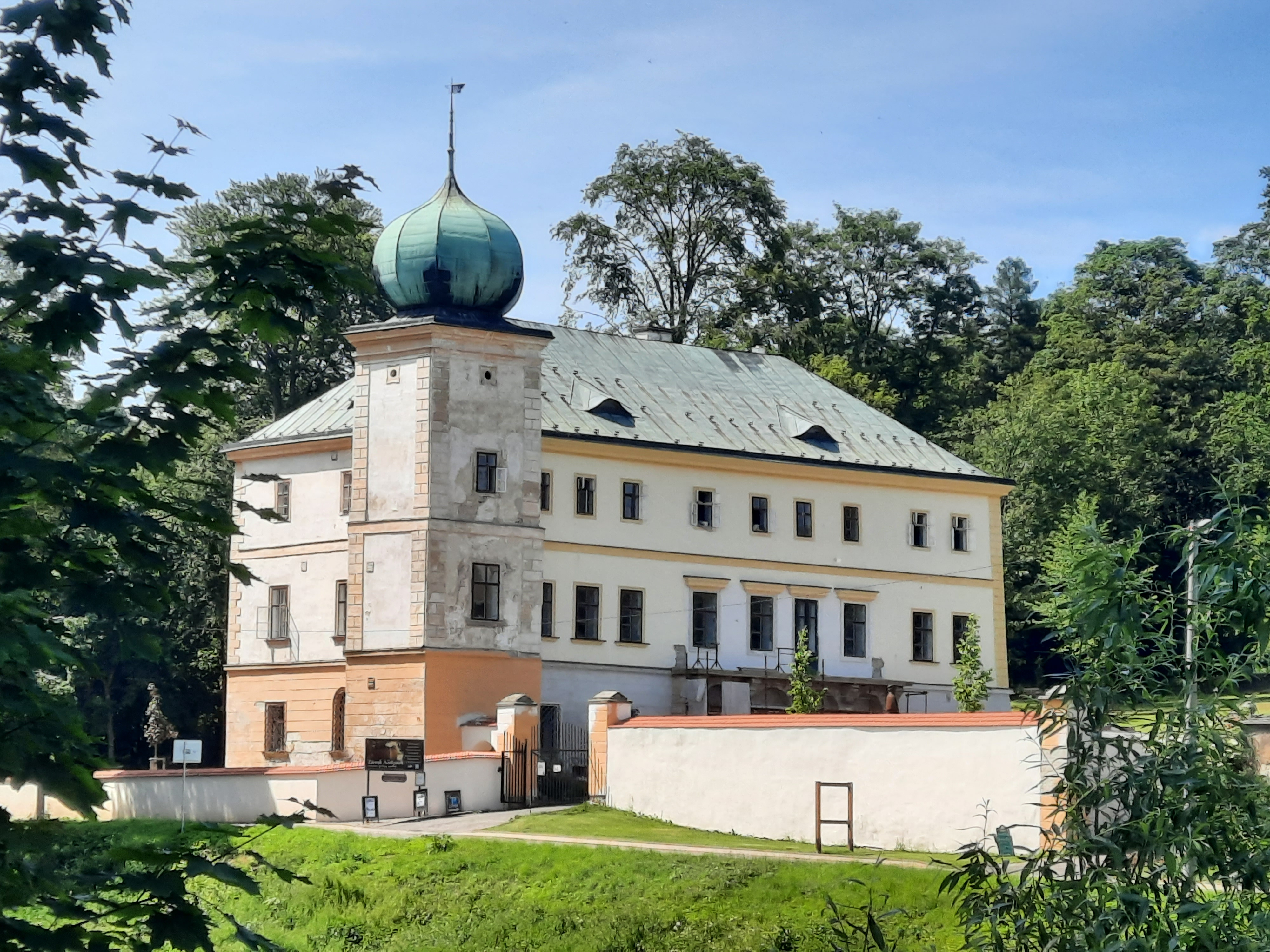
Zámek Adršpach, majetek Filipa Neria Heistera po roce 1806

Pocházel ze starého šlechtického rodu usazeného od 17. století v habsburských zemích (od roku 1692 s titulem říšských hrabat). Narodil se jako druhorozený syn dlouholetého korutanského a tyrolského zemského hejtmana Jana Gottfrieda Heistera (1715–1800) a jeho manželky Marie Antonie, rozené hraběnky Orsini-Rosenbergové (1720–1762). V roce 1771 byl jmenován císařským komorníkem, od mládí zároveň sloužil v armádě. V roce 1775 dosáhl hodnosti majora, v roce 1787 byl povýšen na podplukovníka. Nakonec během válek s revoluční Francií jmenován generálmajorem (1793), ale již v roce 1797 odešel do výslužby. Od té doby žil v soukromí. Často pobýval v Brně, kde měl vazby díky své neteři Amálii, rozené hraběnce Blümegenové, která byla spolumajitelkou domu pánů z Lipé na brněnském náměstí Svobodyy.
Díky své sestře Aloisii, provdané Blümegenové (1751–1836), získal majetek v Čechách. V rámci dědického vyrovnání po smrti svého švagra Františka Jindřicha Blümegena (1756–1806) získal v roce 1806 polovinu panství Dolní Adršpach ve východních Čechách. Tento podíl prodal v roce 1820 hraběti Janu Prokopovi Hartmannovi z Klaršteina.
V roce 1797 se oženil s hraběnkou Marií Sidonií, rozenou z Königsegg-Aulendorfu, dámou Řádu hvězdového kříže (1763–1837). Z jejich manželství se narodila dcera Aloisie Gabriela (1798–1848), provdaná hraběnka Meraviglia-Crivelli.
Filip Nerius zemřel jako poslední potomek rakouské hraběcí větve Heisterů, existovala ale ještě baronská linie žijící v Hesensku, z níž řada členů dosáhla vysokých hodností v pruské armádě.